# Jądro dwuznaczne
Jądro dwuznaczne (łac. nucleus ambiguus) – parzyste pasmo komórek ruchowych unerwiających mięśnie prążkowane gardła, krtani, podniebienia i przełyku drogą nerwów czaszkowych IX, X i XI. Znajduje się w tworze siatkowatym rdzenia przedłużonego, grzbietowo względem jądra oliwki dolnego oraz do przodu i przyśrodkowo od jądra pasma rdzeniowego nerwu trójdzielnego. Nazwę tej struktury anatomicznej wprowadził Jacob Augustus Lockhart Clarke w 1851.
Uszkodzenie jądra dwuznacznego powoduje zaburzenia połykania i fonacji.